# Semana Santa en Avilés
La Semana Santa de Avilés se celebra en la localidad asturiana de Avilés, y está considerada Fiesta de Interés Turístico Regional por el Principado de Asturias
La fiesta comprende todos los actos relacionados con la Semana Santa, tanto de carácter religioso como lúdico. 

## COFRADÍAS
Las Cofradías de Semana Santa avilesina son ocho:
Iglesia de San Nicolás de Bari:
- Cofradía de Nuestra Señora de los Dolores
- Cofradía de San Juan Evangelista
- Cofradía del Santísimo Cristo de Rivero y San Pedro Apóstol
- Cofradía de Jesús de Galiana
- Hermandad del Santo Entierro y Nuestra Señora del Gran Dolor
- Hermandad El Beso de Judas

Iglesia de Santo Tomás de Cantorbery:
- Real Cofradía de Nuestra Señora de la Soledad y de la Santa Vera Cruz

Iglesia de los Padres Franciscanos:
- Cofradía de Nuestro Padre Jesús de la Esperanza

## Cofradías y hermandades de Avilés
| Cofradía                                                              | Fundación | Sede                                   | Emblema |
| --------------------------------------------------------------------- | --------- | -------------------------------------- | ------- |
| Cofradía de San Juan Evangelista                                      | 1947      | Parroquia de San Nicolás de Bari       |         |
| Cofradía de Nuestro Padre Jesús de Galiana                            | 1948      | Parroquia de San Nicolás de Bari       |         |
| Hermandad del Santo Entierro y Nuestra Señora del Gran Dolor          | 1952      | Parroquia de San Nicolás de Bari       |         |
| Cofradía de Nuestra Señora de los Dolores                             | 1953      | Parroquia de San Nicolás de Bari       |         |
| Real Cofradía de Nuestra Señora de la Soledad y de la Santa Vera Cruz | 1953      | Parroquia de Santo Tomás de Cantorbery |         |
| Cofradía del Santísimo Cristo de Rivero y San Pedro Apóstol           | 1955      | Parroquia de San Nicolás de Bari       |         |
| Cofradía de Nuestro Padre Jesús de la Esperanza                       | 1997      | Iglesia de San Antonio de Padua        |         |
| Hermandad El Beso de Judas                                            | 2008      | Parroquia de San Nicolás de Bari       |         |
| Hermandad del Santísimo Cristo de la Verdad y la Vida                 | 2012      | Parroquia de Santo Tomás de Cantorbery |         |